# Pseudaletia trifolii
Pseudaletia trifolii là một loài bướm đêm trong họ Noctuidae.